# Municipio de Choteau Creek
El municipio de Choteau Creek (en inglés: Choteau Creek Township) es un municipio ubicado en el condado de Charles Mix en el estado estadounidense de Dakota del Sur. En el año 2010 tenía una población de 213 habitantes y una densidad poblacional de 1,32 personas por km².

## Geografía
El municipio de Choteau Creek se encuentra ubicado en las coordenadas 43°9′00″N 98°9′48″O / 43.15000, -98.16333. Según la Oficina del Censo de los Estados Unidos, el municipio tiene una superficie total de 161.3 km², de la cual 161,3 km² corresponden a tierra firme y (0 %) 0 km² es agua.

## Demografía
Según el censo de 2010, había 213 personas residiendo en el municipio de Choteau Creek. La densidad de población era de 1,32 hab./km². De los 213 habitantes, el municipio de Choteau Creek estaba compuesto por el 100 % blancos. Del total de la población el 0 % eran hispanos o latinos de cualquier raza.